# 小行星5365
小行星5365（5365 Fievez）是一颗绕太阳运转的小行星，为主小行星带小行星。该小行星于1981年3月7日发现。

## 轨道参数
小行星5365的轨道半长轴为2.2195096 UA，离心率为0.096。